# Arre Zuurmond
Arre Zuurmond (Leiden, 24 februari 1959) is sinds 1 januari 2022 de regeringscommissaris Informatiehuishouding van de Nederlandse overheid. Hij is aangesteld door de ministerraad en legt daar primair verantwoording aan af.

## Loopbaan
Zuurmond is cum laude gepromoveerd in bestuurskunde aan de Erasmus Universiteit. Hij was onder meer mede-oprichter en partner van onderzoeks- en adviesbureau PBLQ Zenc, bijzonder hoogleraar Rijksuniversiteit Leiden en universitair hoofddocent aan de TU Delft. Hij is oprichter en wetenschappelijk directeur bij de Kafkabrigade. In september 2013 werd hij benoemd tot gemeentelijke ombudsman van Amsterdam. In februari 2021 werd bekend dat Zuurmond afscheid nam als Ombudsman om, naar eigen zeggen, een kans te bieden aan iemand die jonger en diverser is dan hijzelf. Zuurmond is opgevolgd door Munish Ramlal.
Eind 2021 trad Zuurmond aan als regeringscommissaris Informatiehuishouding.

## Publiciteit
In 2016 is Zuurmond uitgeroepen tot Overheidsmanager van het jaar. De jury prees zijn persoonlijke betrokkenheid en zijn onorthodoxe aanpak.
'Feesten of Beesten' is een reeks onderzoeken waarmee ombudsman Zuurmond aandacht vraagt voor de drukte in de binnenstad van Amsterdam en de daarmee samenhangende problematiek. Met name eind 2018 kwam dit veel in de (internationale) publiciteit. Op 13 januari 2019 presenteerde hij zijn bevindingen aan de burgemeester van Amsterdam Femke Halsema.
Hij zag zich om gezondheidsredenen genoodzaakt zijn functie voortijdig neer te leggen. Daarmee kwam hij niet toe aan de formele terugkoppeling van zijn bevindingen en de verantwoording van zijn daden gericht aan de staatssecretaris Digitalisering en Tweede Kamer. Dat deed hij in 2025 met de publicatie van het boek Dwars door de orde, een onorthodoxe route naar een responsieve overheid. .

## Privé
Zuurmond woont in Delft, is getrouwd en heeft drie kinderen.
- Bibsys: 8012966
- Bibliothèque nationale de France: cb124567863 (data)
- Gemeinsame Normdatei: 173228550
- International Standard Name Identifier: 0000 0000 4127 4906
- Library of Congress Control Number: no97079806
- Nationale Bibliotheek van Israël: 987007443910505171
- Nederlandse Thesaurus van Auteursnamen: 071747672
- Système universitaire de documentation: 229789048
- Virtual International Authority File: 46857000
- WorldCat: E39PBJfGRvG7cMhvYjgt9mH3cP